# Saint-Thuriau
Saint-Thuriau é uma comuna francesa na região administrativa da Bretanha, no departamento Morbihan. Estende-se por uma área de 21,58 km². Em 2010 a comuna tinha 1 941 habitantes (densidade: 89,9 hab./km²).